# Refugi del Gall Fer
El refugi del Gall Fer és un refugi de muntanya del terme municipal d'Alins, a la comarca del Pallars Sobirà.
Està situat en el Bosc de Virós, a una altitud de 1679 metres. Actualment, el refugi serveix d'equipament de l'estació hivernal de Virós-Vallferrera i és dins de l'espai protegit del Parc Natural de l'Alt Pirineu.

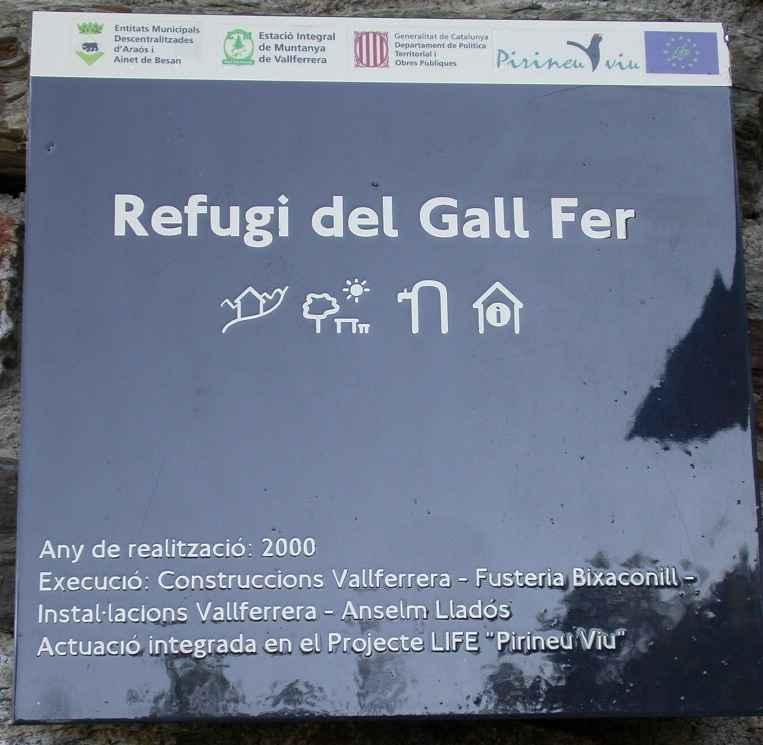
Refugi Gall Fer

La pista forestal per arribar-hi surt d'Araós, a 913 metres d'altitud –primer poble de la Vall Ferrera després de Llavorsí—, i tot enfilant-se pel vessant obac de la muntanya arriba en poc més de 6 quilòmetres a les Bordes de Virós (1290 m), amb una àrea de descans finançada per la Fundació "Territori i Paisatge" i on, també ben a la vora, podem veure l'ermita preromànica de Sant Lliser de Virós recentment reconstruïda. És el lloc on hi havia hagut el poble de Virós. Amb 6 quilòmetres més de pista, un cop depassada la Borda de Buiro (1390 m), on també hi havia hagut un altre poble, Buiro, s'arriba fins a peu de refugi amb cotxe. El camí a peu (3:30h) travessa el bosc per un sender ben marcat des d'Araós o des d'Alins.
Aquest refugi és un bon punt de partida per accedir als pics de lo Covil i de Màniga (2.515 m) i el més llunyà (3 h) Pic de Salòria (2.789 m). El refugi, propietat de l'EMD d'Ainet de Besan i Araós, va ser inaugurat l'1 de gener del 2000.